# Championnats du monde de ski alpin 2019 - Super G femmes
Navigation
Édition précédente Édition suivante
Le Super G féminin des Championnats du monde 2019, disputé sur la piste de vitesse Strecke d'Åre le 5 février et première course de ces Mondiaux, est remporté par Mikaela Shiffrin qui ne s'était jamais encore alignée dans la discipline aux Mondiaux et qui a signé ses trois premières victoires en trois courses disputées lors de la Coupe du monde 2018-2019, restant donc invaincue en Super G à ce point de l'hiver. En tête pour quelques centièmes à tous les chronos intermédiaires, elle conserve sur la ligne d'arrivée une infime avance sur Sofia Goggia (2/100e de seconde soit 51 centimètres) pour crier de joie et d'étonnement dans l'aire d'arrivée. Elle est la deuxième américaine championne du monde du Super G après Lindsey Vonn en 2009.  

## Résultats[2]
Le départ de la course est donné à 12h30,
| Rang               | Dossard | Nom                     | Pays          | Temps                    | Écart                    |
| ------------------ | ------- | ----------------------- | ------------- | ------------------------ | ------------------------ |
| Médaille d'or      | 15      | Mikaela Shiffrin        | États-Unis    | 1 min 4 s 89             |                          |
| Médaille d'argent  | 3       | Sofia Goggia            | Italie        | 1 min 4 s 91             | + 0 s 02                 |
| Médaille de bronze | 4       | Corinne Suter           | Suisse        | 1 min 4 s 94             | + 0 s 05                 |
| 4                  | 19      | Viktoria Rebensburg     | Allemagne     | 1 min 4 s 96             | + 0 s 07                 |
| 5                  | 12      | Nadia Fanchini          | Italie        | 1 min 5 s 03             | + 0 s 14                 |
| 6                  | 13      | Ragnhild Mowinckel      | Norvège       | 1 min 5 s 05             | + 0 s 16                 |
| 7                  | 8       | Francesca Marsaglia     | Italie        | 1 min 5 s 13             | + 0 s 24                 |
| 8                  | 11      | Ilka Štuhec             | Slovénie      | 1 min 5 s 15             | + 0 s 26                 |
| 9                  | 5       | Lara Gut-Behrami        | Suisse        | 1 min 5 s 37             | + 0 s 48                 |
| 10                 | 17      | Federica Brignone       | Italie        | 1 min 5 s 43             | + 0 s 54                 |
| 11                 | 7       | Nicole Schmidhofer      | Autriche      | 1 min 5 s 58             | + 0 s 69                 |
| 12                 | 10      | Tamara Tippler          | Autriche      | 1 min 5 s 61             | + 0 s 72                 |
| 13                 | 24      | Kajsa Vickhoff Lie      | Norvège       | 1 min 5 s 82             | + 0 s 93                 |
| 14                 | 6       | Wendy Holdener          | Suisse        | 1 min 5 s 99             | + 1 s 10                 |
| 15                 | 18      | Ramona Siebenhofer      | Autriche      | 1 min 6 s 08             | + 1 s 19                 |
| 16                 | 2       | Tessa Worley            | France        | 1 min 6 s 48             | + 1 s 59                 |
| 17                 | 20      | Romane Miradoli         | France        | 1 min 6 s 53             | + 1 s 64                 |
| 18                 | 23      | Kira Weidle             | Allemagne     | 1 min 6 s 60             | + 1 s 71                 |
| 19                 | 27      | Valérie Grenier         | Canada        | 1 min 6 s 67             | + 1 s 78                 |
| 20                 | 28      | Lisa Hörnblad           | Suède         | 1 min 6 s 87             | + 1 s 98                 |
| 21                 | 25      | Marie-Michèle Gagnon    | Canada        | 1 min 6 s 91             | + 2 s 02                 |
| 22                 | 37      | Alice Merryweather      | États-Unis    | 1 min 7 s 22             | + 2 s 33                 |
| 23                 | 26      | Tiffany Gauthier        | France        | 1 min 7 s 34             | + 2 s 45                 |
| 24                 | 36      | Kateřina Pauláthová     | Tchéquie      | 1 min 7 s 42             | + 2 s 53                 |
| 25                 | 42      | Greta Small             | Australie     | 1 min 7 s 44             | + 2 s 55                 |
| 26                 | 41      | Ida Dannewitz           | Suède         | 1 min 7 s 63             | + 2 s 74                 |
| 27                 | 29      | Ester Ledecká           | Tchéquie      | 1 min 7 s 69             | + 2 s 80                 |
| 28                 | 43      | Ania Caill              | Roumanie      | 1 min 10 s 29            | + 5 s 40                 |
| 29                 | 45      | Sarah Schleper          | Mexique       | 1 min 10 s 85            | + 5 s 96                 |
| —                  | 1       | Jasmine Flury           | Suisse        | Abandon                  | Abandon                  |
| —                  | 9       | Tina Weirather          | Liechtenstein | Abandon                  | Abandon                  |
| —                  | 14      | Stephanie Venier        | Autriche      | Abandon                  | Abandon                  |
| —                  | 16      | Lindsey Vonn            | États-Unis    | Abandon                  | Abandon                  |
| —                  | 21      | Laurenne Ross           | États-Unis    | Abandon                  | Abandon                  |
| —                  | 22      | Michaela Wenig          | Allemagne     | Abandon                  | Abandon                  |
| —                  | 30      | Christina Ager          | Autriche      | Abandon                  | Abandon                  |
| —                  | 32      | Meike Pfister           | Allemagne     | Abandon                  | Abandon                  |
| —                  | 33      | Iulija Pleshkova        | Russie        | Abandon                  | Abandon                  |
| —                  | 34      | Maryna Gąsienica-Daniel | Pologne       | Abandon                  | Abandon                  |
| —                  | 35      | Aleksandra Prokopyeva   | Russie        | Abandon                  | Abandon                  |
| —                  | 38      | Nevena Ignjatović       | Serbie        | Abandon                  | Abandon                  |
| —                  | 39      | Lin Ivarsson            | Suède         | Abandon                  | Abandon                  |
| —                  | 40      | Helena Rapaport         | Suède         | Abandon                  | Abandon                  |
| —                  | 31      | Roni Remme              | Canada        | N'ont pas pris le départ | N'ont pas pris le départ |
| —                  | 44      | Alexandra Coletti       | Monaco        | N'ont pas pris le départ | N'ont pas pris le départ |